# هنري فولي (لاعب كريكت بريطاني)
هنري فولي (25 أبريل 1905 - 13 ديسمبر 1959) (بالإنجليزية: Henry Foley)‏ هو لاعب كريكت بريطاني (وحمل سابقاً جنسية المملكة المتحدة لبريطانيا العظمى وأيرلندا). لعب مع نادي مقاطعة ورسسترشاير للكريكيت ‏.

## وصلات خارجية
- هنري فولي على موقع إي آس بي آن كريك إنفو (الإنجليزية)